# Alois Podhajský
Alois Podhajský (18. února 1864 Blatná – 24. prosince 1946 Praha) byl rakousko-uherský polní podmaršálek a později československý armádní generál.

## Život
Za první světové války bojoval na srbské, ruské a italské frontě, po válce složil přísahu nově vzniklé Československé republice. V jejích službách pak bojoval proti maďarským bolševikům a potlačil oslavanské povstání.
Byl jediným synem četnického strážmistra Františka Podhajského a Anny Tiché. Rané dětství prožil v Jablunkově, kde navštěvoval německou základní školu. V deseti letech jej otec přihlásil na kadetku v Sankt Pölten, ale zranění jej vyřadilo z přijímacích zkoušek. Ve studiu pak pokračoval na německém gymnáziu v Těšíně, ale po incidentu s profesorem zpěvu musel školu v tercii opustit a nastoupil jako telegrafista ke dráze. Jako šestnáctiletý se přihlásil na pěchotní kadetku v Košicích, pak přešel do Prešpurku a po 4 letech ukončil školu jako nejlepší v ročníku. Pak nastoupil k pěšímu pluku č. 98 a postupoval v hodnostech přiměřeně meziválečné době. Jako poručík byl vyslán na Válečnou školu ve Vídni a po dvou letech byl přidělen ke generálnímu štábu. Ve třiceti byl určen k mapovacímu oddělení vojenského zeměpisného úřadu generálního štábu a otevřela se před ním kariéra vysokého štábního důstojníka.

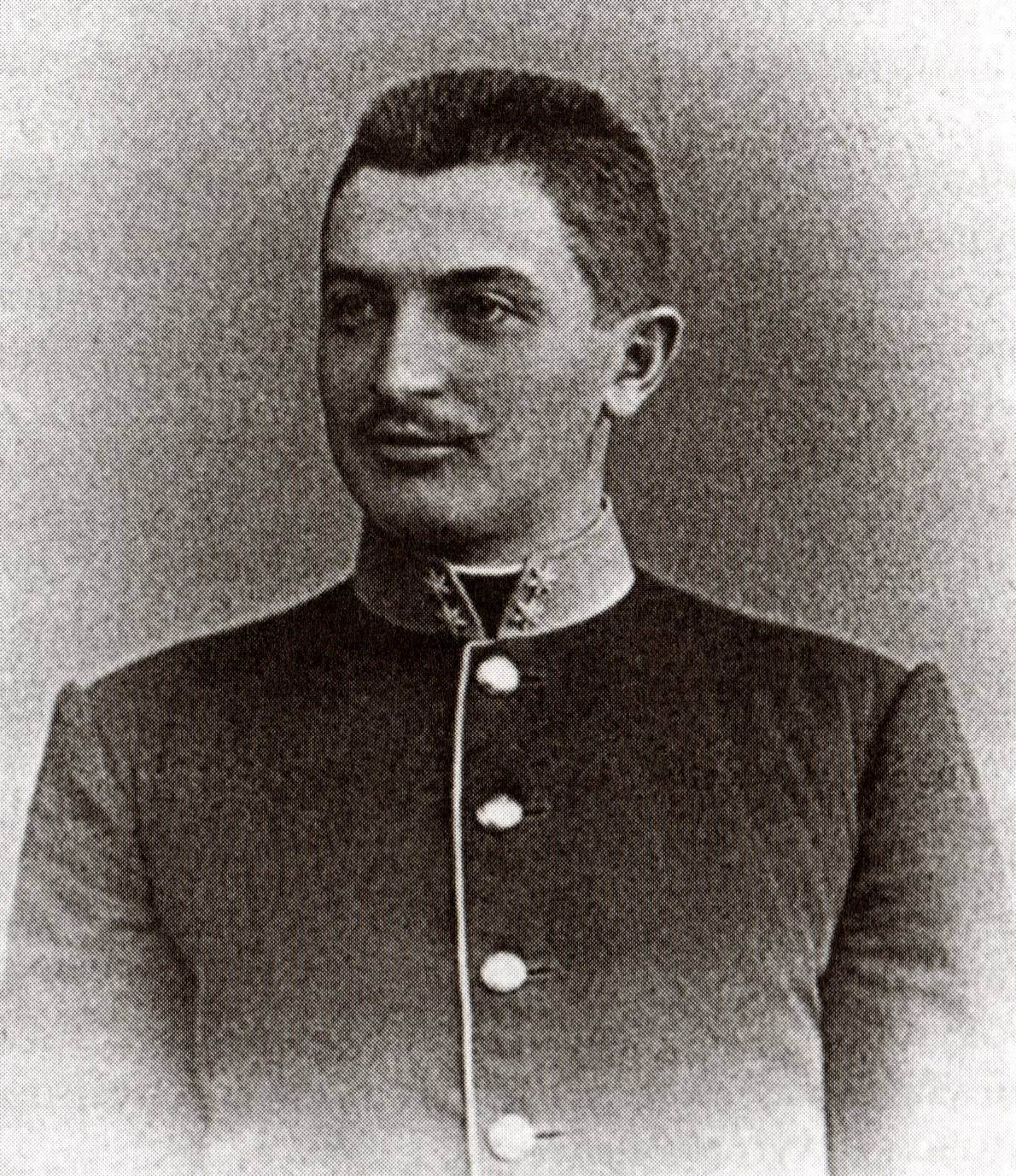
Alois Podhajský jako nadporučík

Generální štáb opouštěl Alois Podhajský jen když byl pověřen povinnou praxí u jednotek, jinak vyučoval v kursu štábních důstojníků zeměbrany a shodou okolností byl velitelem zeměbranecké pěší brigády č. 42 v Praze, když jej v hodnosti plukovníka zastihla světová válka. Po mobilizaci byla jeho brigáda vyslána v sestavě VIII. sboru 5. armády na srbskou frontu. Úspěšně překročila řeku Drinu, ale po oslabení fronty byli Rakušané nuceni ustoupit. Podhajský se vyznamenal jako velitel zadního odřadu a jeho zásluhou se dostaly zbytky ustupujících vojsk do bezpečí. Obdobně vynikl i při ústupu za řeku Sávu. Roku 1915 byl Podhajský vyslán na ruskou frontu a počátkem června 1917 se s celou divizí přesunul na frontu italskou. Až v srpnu 1917 byl konečně poslán na zdravotní dovolenou a v září téhož roku obdržel hodnost polního podmaršálka. Na italské frontě bojoval až do konce války, v říjnu 1918 dokonce i proti vojskům britského XIV. sboru u Cimetty.
Od prosince 1918 do roku 1927 byl zemským vojenským velitelem pro Moravu a Slezsko, v letech 1927–1933 generálním inspektorem československé branné moci.
Když generál Syrový působil jako ministr národní obrany v druhé Černého vládě, byl zastupován třemi generály. Jedním z nich byl Alois Podhajský, který tuto prestižní pozici zastával krátce, od 1. září do 14. (18.) října 1926. Šlo však spíše o náhodu, protože mu přitěžovalo to, že nebojoval v legiích.
Obsazení míst klíčových generálů bylo v předválečném Československu spíše výsledkem politických her, a proto byl uvnitř ozbrojených sil připuštěn boj mezi legionáři a nelegionáři, což Podhájského po celou jeho kariéru poškozovalo. 31. prosince 1933 odešel jako generální inspektor čs. branné moci do výslužby. Dne 12. 5. 1945 byl zatčen a obviněn z kolaborace spočívající v údajné spolupráci s agrárníky, pobírání protektorátní penze pro rakousko-uherské vysloužilce a v členství v Českém svazu válečníků. Zemřel na Štědrý den roku 1946.
Je pochován na Malvazinkách.

## Vyznamenání
| Vojenský služební odznak, II. třídy pro důstojníky     | Vojenský služební odznak, II. třídy pro důstojníky     |
| Řád koruny, II. třídy                                  | Řád koruny, II. třídy                                  |
| Vojenský záslužný kříž, III. třídy                     | Vojenský záslužný kříž, III. třídy                     |
| Vojenský služební odznak, III. třídy pro důstojníky    | Vojenský služební odznak, III: třídy pro důstojníky    |
| Vojenský záslužný kříž, III. třídy                     | Vojenský záslužný kříž, III. třídy                     |
| Řád Leopolda, V. třídy – rytíř                         | Řád Leopolda, V. třídy – rytíř                         |
| Železný kříž, II. třídy                                | Železný kříž, II. třídy                                |
| Řád červené orlice, II. třidy s meči                   | Řád červené orlice, II. třidy s meči                   |
| Vojenská záslužná medaile, bronzová                    | Vojenská záslužná medaile, bronzová                    |
| Vojenský záslužný kříž, II. třídy                      | Vojenský záslužný kříž, II. třídy                      |
| Řád železné koruny, II. třídy                          | Řád železné koruny, II. třídy                          |
| Železný kříž, I. třídy                                 | Železný kříž, I. třídy                                 |
| Řád Leopolda, III. třída – komtur                      | Řád Leopolda, III. třída – komtur                      |
| Řád italské koruny, II. třídy – velkodůstojník         | Řád italské koruny, II. třídy – velkodůstojník         |
| Řád čestné legie, III. třídy – komandér                | Řád čestné legie, III. třídy – komandér                |
| Řád svatého Sávy, II. třídy – velkodůstojník           | Řád svatého Sávy, II. třídy – velkodůstojník           |
| Řád rumunské hvězdy, II. třídy s meči                  | Řád rumunské hvězdy, II. třídy s meči                  |
| Řád svatého Sávy, I. třídy – velkokříž                 | Řád svatého Sávy, I. třídy – velkokříž                 |
| Řád tří hvězd, I. třídy – komandér velkého kříže       | Řád tří hvězd, I. třídy – komandér velkého kříže       |
| Řád velkonížete Gediminase, II. třídy – velkodůstojník | Řád velkonížete Gediminase, II. třídy – velkodůstojník |